# Bennie Muller
Bennie Muller (Amsterdam, 14 agosto 1938 – Amsterdam, 17 gennaio 2024) è stato un calciatore olandese, di ruolo centrocampista.

## Carriera

### Club
Bandiera dell'Ajax, sesto per numero di presenze con la maglia dei Lancieri, nel 1970 passò all'Holland Sport e poi alla Blauw-Wit, chiudendo la carriera nel 1972.

### Nazionale
Il 3 aprile 1960 esordì contro la Bulgaria (4-2). Il 16 aprile 1967 indossò la fascia di capitano contro il Belgio (1-0). Giocò altri 4 incontri da capitano e nel 1968 uscì dal giro della Nazionale.

## Palmarès

### Club

#### Competizioni nazionali
- Campionato olandese: 6

Ajax: 1956-1957, 1959-1960, 1965-1966, 1966-1967, 1967-1968, 1969-1970
- Coppa dei Paesi Bassi: 3

Ajax: 1960-1961, 1966-1967, 1969-1970

#### Competizioni internazionali
- Coppa Piano Karl Rappan: 1

Ajax: 1961-1962